# Ерлино (усадьба)
Государственное бюджетное учреждение культуры Рязанской области "Историко-культурный, природно-ландшафтный музей-заповедник «Усадьба С. Н. Худекова» — усадебный парк в селе Ерлино Кораблинского района Рязанской области.

## История
Село Ерлино в начале XVIII века числилось среди владений древнего рязанского рода Вердеревских. В середине XVIII века новыми владельцами стали помещики Ивинские, которые в правление Екатерины II выстроили усадебный дом и церковь Михаила Архангела.
В 1891 г. у Ивинских оскудевшую усадьбу приобрёл предприниматель С. Н. Худеков. Вместо ветхого особняка екатерининской эпохи он выстроил из кирпича новый, двухэтажный. Как пишет инициатор восстановления усадьбы В. В. Чеклуев, новый хозяин «всё в усадьбе перестроил, за исключением церкви да, по всей вероятности, обелиска».
Наибольшую известность усадьбе Худекова принёс парк-дендрарий, больше напоминавший ботанический сад. Усадебный парк Худекова был отмечен медалью на Всемирной выставке 1900 года.
После Октябрьской революции Худеков утратил права на Ерлино, его дом был разобран (сохранился фундамент), мебель и украшавшие его картины частью разворованы, частью уничтожены; Михайловская церковь передана под машиностанцию и склад химикатов. В парке воцарилось запустение.

## Восстановление
В 1974 году парку был присвоен статус памятника культуры, в 1977 году — памятника природы республиканского значения. К 1988 году был разработан проект реставрации и благоустройства усадебного комплекса. В 2003 году парку был присвоен статус памятника природы Рязанской области и начались восстановительные работы.
В 2005 году была принята программа подготовки и проведения мероприятий, посвященных 170-летию со дня рождения С. Н. Худекова. Ещё через год на территории усадьбы и прилегающего парка региональными властями был образован Государственный историко-культурный природно-ландшафтный музей-заповедник Рязанской области «Усадьба С. Н. Худекова».

К 2012 году в заповеднике проведён большой объём работ по реставрации: произведена санитарная очистка парка, посажены новые декоративные растения, проведены ирригационные работы по очистке каскада прудов и реставрация плотин. 

Одна из хозяйственных построек усадьбы, ныне Ерлинская школа

В одном из отреставрированных флигелей усадьбы располагается Ерлинская общеобразовательная школа, в другом — музей усадьбы Худекова. Также в рамках восстановительных работ планируется отреставрировать церковь, обелиск, винные погреба, создать зоны отдыха, украсить парк малыми архитектурными формами и скульптурами, установлен памятник С. Н. Худекову, проводятся археологические изыскания и другие мероприятия.
В состав территории, обладающей юридическим статусом памятника природы, включено четыре участка бывшей усадьбы С.H. Худекова:
- Усадьба и церковь
- Прибрежный парк
- Парк-дендрарий
- Огороды и оранжереи

Общая площадь парка составляет 35,2 га, площадь парка вместе с охранной зоной равна 92 га.